# Organografia vegetal
La organografia vegetal és la part de la botànica encarregada de la descripció tant a nivell extern com a nivell estructural dels òrgans vegetals.
Sovint s'estudia juntament amb la histologia vegetal
El botànic Pius Font i Quer va ser un especialista reconegut internacionalment en aquesta matèria. El 1938 va publicar un compendi d'organografia vegetal en llengua catalana reeditat recentment.

## Principals òrgans descrits
- Arrel
- Tija
- Fulla
- Flor
- Fruit
- Llavor